# Chanthaburi (cidade)
Chanthaburi (em tailandês: จันทบุรี
) é uma cidade (thesaban mueang) no leste da Tailândia, às margens do Rio Chanthaburi. É a capital da província homônima de Chanthaburi e do distrito Mueang Chanthaburi.
A cidade abrange os dois tambons Talat e Wat Mai do distrito de Mueang Chanthaburi. Em 2005, a cidade tinha uma população de 27,602 habitantes. A cidade aparece no legado do Rei Taksin. Em 1981, o gabinete Tailandês aprovou uma resolução para conferir-lhe o título honorífico de o Grande; o Banco da Tailândia emitiu uma 12a série de notas chamada A Grande Série. O monumento do Rei Taksin, o Grande, no parque recreativo da cidade de Tungnachaey aparece no reverso da nota de 20-Baht emitida em 28 de dezembro de 1981, o 214o aniversário da sua coroação.

## Clima
Chanthaburi tem um clima tropical de monções (classificação climática de Köppen Am), com pouca variação na temperatura ao longo do ano. Chuvas, entretanto, variam dramaticamente a cada estação; chuvas são fracas e pouco frequentes na curta estação seca (dezembro a janeiro), mas na estação úmida (fim de abril a outubro) há chuvas torrenciais. Fevereiro, março e novembro são meses transicionais, durante os quais precipitações significativas podem ocorrer em alguns anos, enquanto em outros podem diminuir de intensidade.
| Dados climatológicos para Chanthaburi (1981-2010) | Dados climatológicos para Chanthaburi (1981-2010) | Dados climatológicos para Chanthaburi (1981-2010) | Dados climatológicos para Chanthaburi (1981-2010) | Dados climatológicos para Chanthaburi (1981-2010) | Dados climatológicos para Chanthaburi (1981-2010) | Dados climatológicos para Chanthaburi (1981-2010) | Dados climatológicos para Chanthaburi (1981-2010) | Dados climatológicos para Chanthaburi (1981-2010) | Dados climatológicos para Chanthaburi (1981-2010) | Dados climatológicos para Chanthaburi (1981-2010) | Dados climatológicos para Chanthaburi (1981-2010) | Dados climatológicos para Chanthaburi (1981-2010) | Dados climatológicos para Chanthaburi (1981-2010) |
| Mês                                               | Jan                                               | Fev                                               | Mar                                               | Abr                                               | Mai                                               | Jun                                               | Jul                                               | Ago                                               | Set                                               | Out                                               | Nov                                               | Dez                                               | Ano                                               |
| ------------------------------------------------- | ------------------------------------------------- | ------------------------------------------------- | ------------------------------------------------- | ------------------------------------------------- | ------------------------------------------------- | ------------------------------------------------- | ------------------------------------------------- | ------------------------------------------------- | ------------------------------------------------- | ------------------------------------------------- | ------------------------------------------------- | ------------------------------------------------- | ------------------------------------------------- |
| Temperatura máxima recorde (°C)                   | 36,6                                              | 36,3                                              | 36,5                                              | 36,5                                              | 36,7                                              | 35,0                                              | 36,0                                              | 35,7                                              | 35,5                                              | 35,6                                              | 36,3                                              | 35,5                                              | 36,7                                              |
| Temperatura máxima média (°C)                     | 32,6                                              | 32,7                                              | 33,1                                              | 33,9                                              | 32,8                                              | 31,8                                              | 31,3                                              | 31,2                                              | 31,4                                              | 32,0                                              | 32,1                                              | 31,8                                              | 32,2                                              |
| Temperatura média (°C)                            | 26,4                                              | 27,3                                              | 28,1                                              | 28,7                                              | 28,3                                              | 27,9                                              | 27,6                                              | 27,5                                              | 27,2                                              | 27,0                                              | 26,9                                              | 26,0                                              | 27,4                                              |
| Temperatura mínima média (°C)                     | 21,5                                              | 23,0                                              | 24,0                                              | 24,8                                              | 25,1                                              | 25,1                                              | 24,8                                              | 24,9                                              | 24,4                                              | 23,9                                              | 23,1                                              | 21,4                                              | 23,8                                              |
| Temperatura mínima recorde (°C)                   | 15,0                                              | 16,5                                              | 14,5                                              | 21,4                                              | 22,1                                              | 21,9                                              | 21,4                                              | 21,4                                              | 21,2                                              | 18,7                                              | 16,5                                              | 13,1                                              | 13,1                                              |
| Precipitação (mm)                                 | 18,7                                              | 36,4                                              | 71,9                                              | 125,2                                             | 392,5                                             | 512,6                                             | 483,2                                             | 497,2                                             | 497,6                                             | 297,6                                             | 54,5                                              | 6,8                                               | 2 994,2                                           |
| Dias com precipitação                             | 1,9                                               | 3,6                                               | 6,7                                               | 10,8                                              | 22,0                                              | 24,4                                              | 24,1                                              | 25,1                                              | 24,8                                              | 18,4                                              | 5,9                                               | 1,3                                               | 169,0                                             |
| Umidade relativa (%)                              | 69                                                | 74                                                | 77                                                | 78                                                | 83                                                | 84                                                | 84                                                | 85                                                | 86                                                | 82                                                | 72                                                | 66                                                | 78                                                |
| Dias de sol                                       | 7,4                                               | 6,4                                               | 6,5                                               | 6,8                                               | 3,8                                               | 1,9                                               | 1,9                                               | 1,9                                               | 1,8                                               | 4,7                                               | 6,3                                               | 7,3                                               | 4,7                                               |
| Insolação (h)                                     | 229,4                                             | 180,8                                             | 201,5                                             | 204,0                                             | 117,8                                             | 570                                               | 58,9                                              | 58,9                                              | 54,0                                              | 145,7                                             | 189,0                                             | 226,3                                             |                                                   |
| Fonte: 6 de agosto de 2016                        |                                                   |                                                   |                                                   |                                                   |                                                   |                                                   |                                                   |                                                   |                                                   |                                                   |                                                   |                                                   |                                                   |
| Fonte 2: 6 de agosto de 2016                      |                                                   |                                                   |                                                   |                                                   |                                                   |                                                   |                                                   |                                                   |                                                   |                                                   |                                                   |                                                   |                                                   |

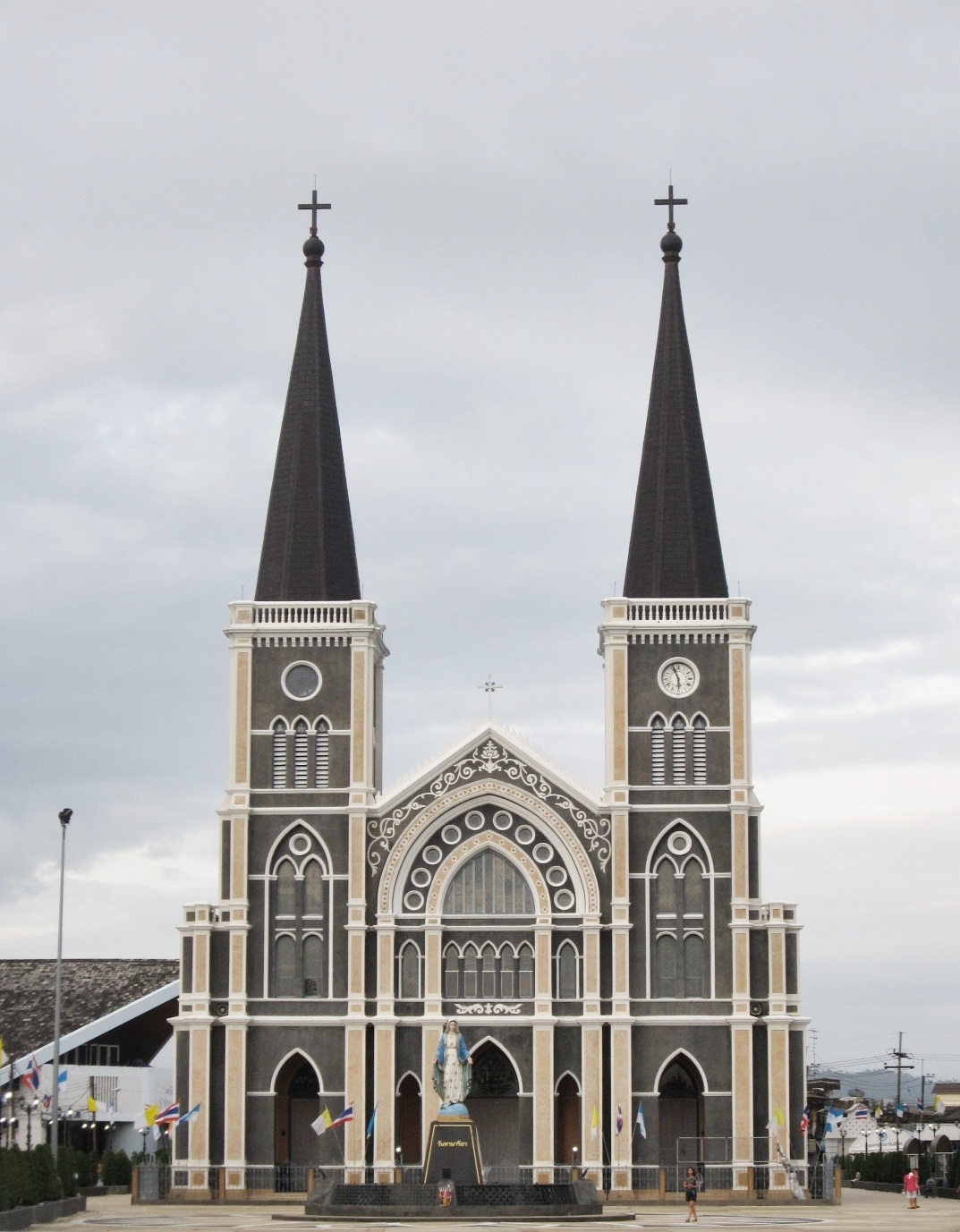
Catedral da Imaculada Concepção

A Catedral da Imaculada Concepção, a principal igreja da Diocese Católica Romana de Chanthaburi, é a maior igreja na Tailândia.

## Transporte
A Rota 3 (Estrada Sukhumvit) passa ao lado de Chanthaburi e conecta a cidade a Rayong, Pattaya, Chonburi e Bangkok a noroeste, e Trat a sudeste. A Rota 317 conecta Chanthaburi a Sa Kaeo.